# Ausschreitungen in Bern 2007
Zu den Ausschreitungen in Bern kam es am 6. Oktober 2007 zwei Wochen vor den Parlamentswahlen, als ein bewilligter Umzug der Schweizerischen Volkspartei (SVP) durch eine unbewilligte und gewalttätige Gegendemonstration des Komitees «Das schwarze Schaf» gestört wurde.

## Geschehen

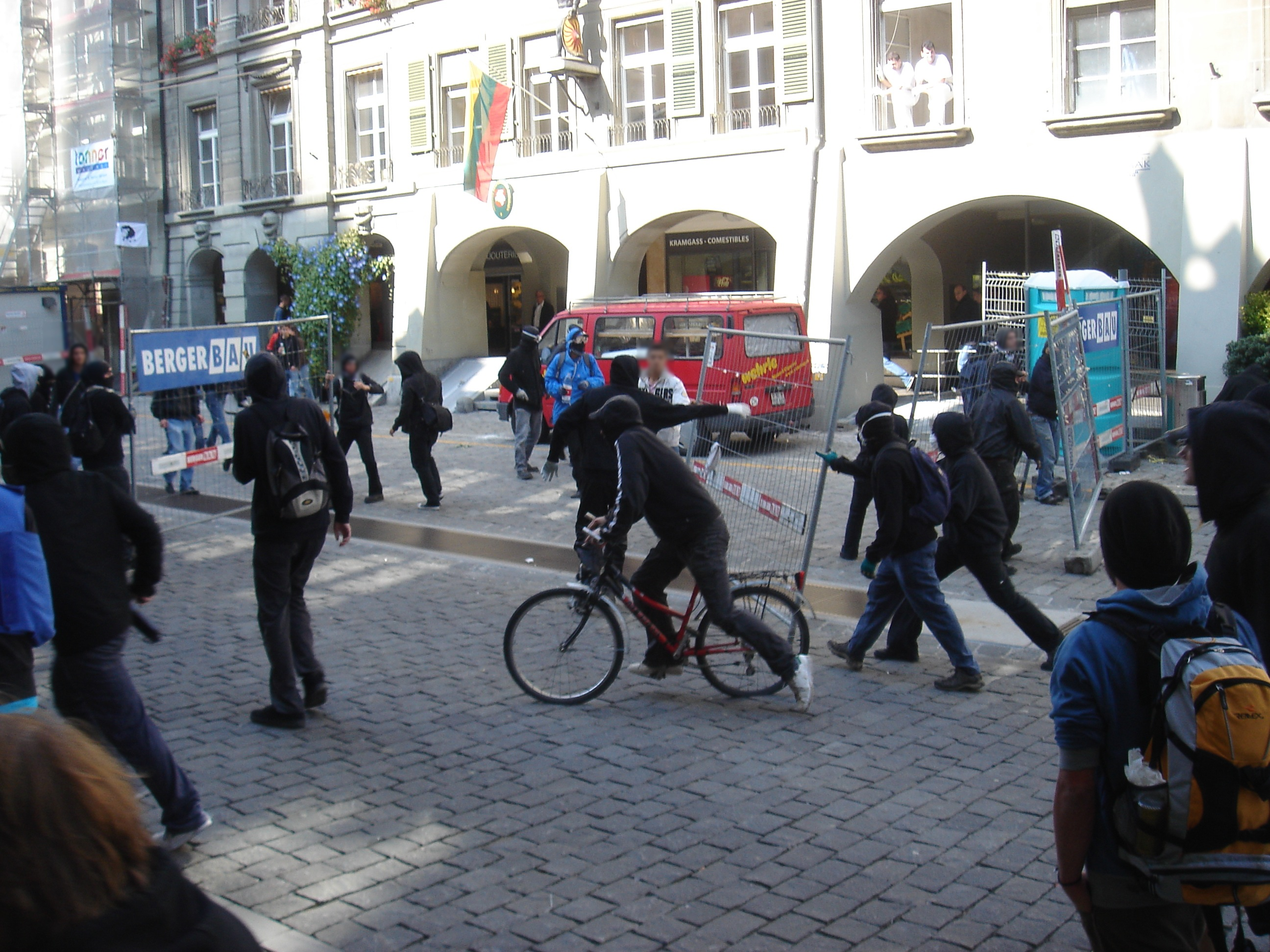
Gegendemonstranten in der Berner Marktgasse während der Ausschreitungen

Die SVP selbst rief zu einem Fest mit Umzug in Bern auf. Die politischen Gegner verwendeten hingegen den Begriff Marsch auf Bern, was einen Bezug zu einer Demonstration der faschistischen Nationalen Front von 1937 beziehungsweise direkt zu Mussolinis Marsch auf Rom von 1922 suggerieren sollte. Das Komitee «Das schwarze Schaf», das von Linksradikalen, Gewerkschaften und einigen linken Parteien getragen wurde, rief trotz abgelehntem Bewilligungsgesuch zu einer Gegendemonstration und einer Blockade der – durch die Berner Stadtbehörden bewilligten – SVP-Kundgebung auf. Damit wollte das Komitee nach eigenen Angaben den «rassistischen Grossaufmarsch» verhindern und die «Abscheu gegen die SVP-Hasskampagnen» ausdrücken.
In der Folge versuchten Hunderte von Gegendemonstranten die SVP-Kundgebung in der Berner Innenstadt zu Beginn durch Sitzstreiks zu blockieren, später auch gewaltsam aufzulösen. Dabei verletzten sie mehrere Dutzend Demonstranten, Passanten und Einsatzkräfte, darunter zahlreiche auch schwer. Weiter demolierten sie Autos, Imbissstände und öffentliche Einrichtungen und setzten sie zum Teil in Brand. Der Bundesplatz, auf dem die SVP ihre Kundgebung abschliessen wollte, wurde gestürmt.
Das Komitee «Das Schwarze Schaf» bezeichnete die Aktion als Erfolg.

## Öffentliche Wirkung
Alle Schweizer Parteien verurteilten die Ausschreitungen als Angriff auf die Demonstrationsfreiheit. Linke Parteien postulierten aber gleichzeitig eine Mitschuld der SVP wegen ihres polarisierenden Stils ganz allgemein und wegen der als Provokation empfundenen Abhaltung der zur Debatte stehenden Demonstration. Gegenüber letzterer äusserten auch einzelne Vertreter der politischen Mitte, aber auch der damalige SVP-Bundesrat Samuel Schmid, gewisse Reserven. Vertreter der extremen Linken werteten die Blockade der SVP-Kundgebung als Sieg. Die SVP-Kundgebung wurde aufgrund des hart geführten Wahlkampfs von verschiedenen Seiten als unnötige oder übertriebene Machtdemonstration der SVP kritisiert.
Mit Verwunderung und Sorge nahmen einzelne internationale Medien zur Kenntnis, dass in der Schweiz die grösste an der Regierung beteiligte Partei derartige Werbung machen kann und es politische Ausschreitungen gibt. The Independent fragte am 7. Oktober auf der Titelseite: «Ist die Schweiz das Herz der Finsternis in Europa geworden?» und die New York Times berichtete am 8. Oktober auf der Frontseite von den Ausschreitungen in Bern.

## Politische Folgen
Den Entscheidungsträgern der Berner Polizei wurde vorgeworfen, die eingesetzten Verbände nicht mit dem erforderlichen Mannschaftsbestand und den nötigen Kompetenzen ausgestattet zu haben. Nach den Ausschreitungen beauftragte der Berner Gemeinderat Rechtsanwalt Peter Schorer, früherer Polizeidirektor der Stadt St. Gallen, einen Bericht mit Empfehlungen zu verfassen; dieser Bericht wurde am 19. Dezember 2007 der Öffentlichkeit vorgestellt. Der Berner Sicherheitsdirektor Stephan Hügli wurde in der Folge von seiner eigenen Partei, der FDP, fallengelassen, die ihn nicht mehr für die anstehenden Gemeinderatswahlen vom 30. November 2008 nominierte. Er trat aus der Partei aus und kandidierte auf einer eigenen Liste (Forum «die Mitte»), wurde jedoch nicht wiedergewählt.